# Gouadji Kao
Gouadji Kao is een gemeente (commune) in de regio Sikasso in Mali. De gemeente telt 10.700 inwoners (2009).
De gemeente bestaat uit de volgende plaatsen:
- Kaola
- Kassiola
- N'Togonasso (hoofdplaats)
- Pokosso
- Sassila